# Outsider music
Genres dérivés
Rock expérimental, anti-folk, musique avant-gardiste
L'outsider music, littéralement musique d'outsiders, désigne une musique créée par des musiciens autodidactes. Le terme est généralement appliqué aux musiciens qui ont peu ou pas d'expérience musicale traditionnelle, ou qui souffrent de déficiences intellectuelles ou de maladies mentales. Le terme a été popularisé dans les années 1990 par le journaliste et DJ Irwin Chusid.

## Terminologie

Peinture murale à Austin, Texas, dédiée au musicien et artiste visuel outsider Daniel Johnston.

Le terme d'outsider music est lié aux définitions d'« art brut » et d'« art naïf ». L'« outsider art » trouve son origine dans le concept français de l'« art brut » des années 1920. En 1972, l'universitaire Roger Cardinal a présenté l'« outsider » art comme le pendant américain de l'« art brut », qui désignait à l'origine les œuvres créées exclusivement par des enfants ou des malades mentaux. Le terme outsider a commencé à être appliqué aux cultures musicales dès 1959, en ce qui concerne le jazz, et au rock à partir de 1979. Dans les années 1970, la outsider music était également une « épithète favorite » dans la critique musicale en Europe. Dans les années 1980 et 1990, le terme outsider était courant dans le lexique culturel et était synonyme d'« autodidacte », de « sans expérience » et de « primitif ».

## Définition
L'outsider music représente les auteurs compositeurs qui ne font pas partie de l'industrie musicale, qui composent des chansons en ignorant les standards musicaux, ou qui les contournent sciemment ou non, soit parce qu'ils n'ont aucune formation musicale, soit parce qu'ils refusent de se soumettre à ses règles. Ce genre musical, souvent indescriptible et joué à l'instinct connaît une faible distribution ainsi qu'une promotion quasi nulle ; ces artistes font leur renommée par bouche à oreille, la plupart du temps parce que leurs œuvres sont recherchées par des collectionneurs. Les outsiders musicaux ont un plus grand contrôle sur leurs créations puisqu'ils ne possèdent qu'un petit budget, et qu'ils sont souvent seuls maitres à bord. En effet la plupart des musiciens Outsiders composent et jouent seuls. 
Bien que quelques-uns de ces musiciens soient devenus célèbres, tels Florence Foster Jenkins, une soprano américaine, la majorité de ces artistes sont appréciés pour la singularité de leur art, unique, sans compromis, tout en restant créatif. Ce que l'on qualifie d'outsider music n'est pas un genre en soi, mais inclut différents styles, qui ne rentrent pas dans une catégorie spécifique. Le label Sub Rosa depuis 2006 développe une collection autour de la musique outsider, cette collection a été nommée Musics in the Margin.  

## Artistes notables
- Bruce Haack
- Daniel Johnston
- Dokaka
- Florence Foster Jenkins
- Hasil Adkins
- Jandek
- Moondog
- Silver Apples
- Tay Zonday
- The Shaggs
- Tiny Tim
- Wesley Willis

## Lo-fi
Harper attribue au discours entourant Daniel Johnston et Jandek le mérite d'avoir « formé un pont entre le primitivisme des années 1980 et le rock indépendant lo-fi des années 1990. » Les deux musiciens ont introduit la notion que le lo-fi n'était pas seulement acceptable, mais qu'il s'agissait du contexte particulier de certains musiciens « extraordinaires et brillants ». Les critiques parlent souvent de « l'âme pure et enfantine » de Johnston et le décrivent comme le « Brian Wilson » du lo-fi.
R. Stevie Moore, pionnier de la musique lo-fi/DIY, était affilié à Irwin Chusid et associé à l'étiquette « outsider ». Il se souvient d'avoir « toujours été confronté au dilemme suivant : [Irwin] ne voulait pas me présenter comme un outsider, comme un Wesley Willis ou un Daniel Johnston, ou ces gens qui sont touchés dans leur tête et qui ont un certain don. J'adore la musique d'outsiders... mais ils n'ont aucune idée de la façon d'écrire ou d'arranger une chanson de Brian Wilson. » (Le père de Moore, Bob Moore, était un initié musical consommé, ayant travaillé comme musicien de session avec la Nashville A-Team).